# Trevor Philips
Trevor Philips est un personnage du jeu Grand Theft Auto V, figurant parmi les trois protagonistes du cinquième épisode de la série Grand Theft Auto.
Le personnage est doublé par Steven Ogg.

## Caractéristiques

### Description
Trevor est vêtu généralement d'un T-shirt blanc avec un col en V, ainsi que d'un jean ou d'un bas de survêtement, selon les bandes-annonces. Ces mêmes bandes-annonces présentent Trevor comme un grand consommateur de stupéfiants, mentalement fragile et éventuellement psychotique par son tempérament colérique. De par son enfance difficile, il a peur d'être abandonné, et s'entoure de subordonnés mentalement fragiles qu'il peut contrôler.
Trevor a le crâne quasi dégarni et un tatouage sur le cou, composé d'une ligne en pointillés et de la mention « cut here » (« couper ici », en français) et un autre sur le bras en l'honneur de Michael qu'il croyait mort.

### Compétence spéciale
Tout comme les deux autres protagonistes, le personnage possède une compétence spéciale.
Trevor est un toxicomane psychopathe qui s'énerve facilement. Sa compétence spéciale lui permet d'avoir la rage et il inflige alors deux fois plus de dégâts.[réf. nécessaire]

## Apparitions

### Grand Theft Auto V
Canadien d'origine et ancien pilote militaire, Trevor a connu une enfance très difficile dans son pays natal. Il vit maintenant à Sandy Shores dans le comté de Blaine au nord de Los Santos, comme trafiquant de drogue. Quadragénaire, il possède une personnalité qui est à la fois asociale et chaotique : décrit comme un psychopathe drogué par la colère et la violence, Trevor est du genre à ne pas se laisser diriger par qui que ce soit, surtout par Michael qui lui donne toujours des ordres ou qui décide de tout. À la suite du braquage à Ludendorff dans l'État de North Yankton, Trevor est le seul criminel en fuite après que ses amis et comparses Michael Townley (il a changé son nom de famille pour De Santa) et Brad Snider soient tombés sous les balles des agents fédéraux du FIB (version fictive du FBI) qui les ont piégés. Plus tard, il crut à la mort de Michael et la condamnation de Brad dans un pénitencier de sécurité maximale.
Moins de dix ans plus tard, Trevor s'est exilé dans une région désertique au nord de Los Santos. Dans un journal télévisé, il s'est aperçu qu'un témoin a répété la phrase fétiche prononcée par Michael après avoir commis un braquage dans une bijouterie de Los Santos, et donc il s'est vite douté que Michael était toujours en vie et avait simulé sa mort.
Après avoir éliminé un à un les membres du groupe de motards « The Lost » et les frères O'Neil, ses principaux rivaux dans le trafic de stupéfiants, Trevor arrive à Los Santos et retrouve son ancien complice ; l'accueil qu'il reçoit est plutôt froid de la part de Michael et de sa famille. Trevor ne veut plus lâcher son meilleur ami et promet de découvrir la vérité concernant la fausse mort de Michael pour faire peau neuve à Los Santos.
Pendant quelques semaines, il fait équipe avec Michael et son nouvel acolyte, le jeune Franklin Clinton, après avoir participé aux assauts du port de Los Santos, à l'attaque du fourgon blindé et au spectaculaire braquage de banque à Paleto Bay. À la suite d'un boulot qu'il a accompli (avec Michael) pour rendre service à Martin Madrazo, ce dernier refuse de les payer et Trevor enlève sa femme Patricia pour l'emmener chez-lui à Sandy Shores. Après avoir accepté de libérer Patricia Madrazo pour participer au plus gros coup proposé par Michael, Trevor comprend ce qui est vraiment arrivé à Brad, un de ses comparses de Ludendorff. À la suite d'une dispute avec Michael, Trevor retourne à North Yankton et une fois rendu à Ludendorff, il ouvre la fausse tombe de Michael et ce dernier, qui l'a suivi, le rejoint pour le convaincre d'arrêter sa petite enquête avant que Trevor ne découvre que c'est Brad qui est dans le cercueil. Trevor se doutait que Michael mentait depuis le début et qu'il les aurait trahis pour accaparer le butin, d'une valeur de plusieurs millions de dollars, et pour l'immunité qu'il a négociée avec le FIB. Furieux, Trevor veut en finir avec Michael, mais les troupes des triades de Wei Cheng interrompent leur affrontement. Michael est capturé par les hommes de Cheng ; Trevor refuse de lui venir en aide et souhaite sa mort, véritable cette fois-ci.
Durant la fusillade avec le FIB, ainsi que Merryweather, il fait une trêve avec Michael pour que le braquage de l'Union Depository, la plus grosse banque et la plus sûre de tout l'État de San Andreas, soit achevé. Trevor participe au vol et réussit à gagner le jackpot de plusieurs dizaines de millions de dollars ; il ne veut pas se réconcilier avec Michael et c'est grâce à l'intervention de Franklin que les amis de longue date se reprennent après qu'ils ont éliminé un à un leurs ennemis jurés, dont le fameux caïd Devin Weston.
Trevor se réconcilie avec Michael pour permettre une bonne amitié pour la vie.

### Grand Theft Auto Online
Trevor est également un personnage de Grand Theft Auto Online, jeu multijoueur dérivé de Grand Theft Auto V, qui, lors de sa sortie et jusqu'en 2017, se déroulait plusieurs mois avant l'histoire de ce dernier. Il fournit des missions au joueur après avoir atteint le rang 13 et volé le laboratoire de méthamphétamine roulante de Trevor pendant un travail, qui consistent généralement à voler de la drogue à des rivaux, principalement le Lost MC, et à tuer les dealers. Trevor jouera plus tard un rôle dans la mise à jour braquages de 2015, où il organise l'un des cinq braquages présentés dans ce dernier[source secondaire souhaitée]. 
Bien que Trevor ne fasse plus d'apparition dans le jeu, il est mentionné par son ex-partenaire Ron Jakowski dans la mise à jour Contrebande organisée, qui se déroule au moment de sortie, c'est-à-dire en 2017, soit quelques années après l'histoire en solo. De plus, la mise à jour d'été 2019, Le Diamond Casino et Hôtel, comprend, lors d'une mission, une mention des événements de « la troisième option », ce qui signifie que Trevor et Michael ont survécu canoniquement aux événements de l'histoire solo[source secondaire souhaitée].

## Fins alternative

### Mort de Trevor
Si la première option est choisie, Franklin rencontre Trevor, avant de le poursuivre jusqu'à une usine de pétrole, où Michael arrive et fait s'écraser Trevor dans un réservoir de pétrole. Avec Trevor couvert d'huile, Franklin ou Michael tirent sur l'huile, mettant le feu à Trevor et le tuant. Après la mission, la part de Trevor provenant de la casse final est également partagée entre Michael et Franklin, qui sont tous deux touchés par la mort de ce dernier et décident de mettre fin à leur partenariat et leur amitié. Ron, Lamar et Jimmy, sont également bouleversés par la mort de Trevor ; le premier menace Michael pour son implication et lui dit que l'entreprise que lui et Trevor avaient bâtie est terminée ; Lamar demande à Franklin s'il sait comment cela s'est passé, et ce dernier ment que Trevor a été tué par des agents du gouvernement ; Jimmy est choqué d'apprendre que Michael était impliqué, mais ce dernier lui assure que Trevor était dangereux.

### Mort de Michael
Si la deuxième option est choisie, Franklin appelle Trevor pour l'aider à tuer Michael, mais il refuse et coupe ses liens avec Franklin, disant qu'il est fatigué d'être entouré de traîtres. Si Franklin rencontre Trevor par la suite, ce dernier l'accuse d'avoir tué Michael et l'avertit de rester à l'écart. Trevor est également appelé par Jimmy, mais ne sait pas quoi dire pour le réconforter car il n'a jamais été proche de son propre père.